# Antonio de Pío Araujo
Antonio de Padua Araujo ou Antonio P. Araujo (1883-1944) foi um jornalista anarquista filiado ao Partido Liberal Mexicano (PLM), secretário da Junta Organizadora e editor da periódico Regeneração. 

## Biografia
Chegou à cidade mineradora de Cananea, Sonora, no início de 1905, junto com Enrique Bermúdez e José Araujo, como delegados do PLM para agitar aos operários. Ali participou na formação de um seminário chamado El Centenario. Foram detectados por guardas de William C. Greene, dono da mina, e tiveram que se afastar da região. Mas já tinham estabelecido contacto com Esteban Baca Calderón, Manuel M. Dieguez e Lázaro Gutiérrez de Lara, com quem formaram a organização secreta «Clube Liberal de Cananea», unida ao PLM para preparar a revolução contra Porfirio Díaz, e que em 1906 estouraria de maneira prematura na Greve de Cananea.
Entre os meses de maio e setembro de 1908 fundou e editou o jornal Reforma, Libertad y Justicia, cujo título era o lema do Programa do Partido Liberal Mexicano. O jornal publicava-se em Austin, Texas e McAlester, Oklahoma. Entre seus colaboradores encontrava-se Ricardo Flores Magón, que nessa época permanecia preso em Arizona. Então Antonio P. Araujo e Aarón López Manzano exerciam o papel de delegados de propaganda e organização de grupos revolucionários em San Antonio, Rio Wago e outras populações de Texas. Junto com Encarnación Díaz Guerra e Nestor López planejaram o ataque aos Estados de Coahuila e Tamaulipas no marco da insurreição planejada pelo Partido Liberal Mexicano para derrubar o regime ditatorial de Porfirio Díaz e propagar uma revolução social em México.
O 14 de setembro de 1908 foi detido em Waco, Texas, pelo governo estadounidense sem razão alguma. Foi acusado de violar as leis de neutralidade e condenado a 3 anos de prisão na prisão de Leavenworth, Kansas, por sua participação como organizador do ataque à Congregación de Las Vacas (hoje Acuña, Coahuila).
Foi posto em liberdade em 9 de fevereiro de 1911, e incorporou-se à atividade revolucionária como ligaçao entre a Junta Organizadora do PLM em Los Angeles, e a Rebelião de Baixa Califórnia, que no periodo já controlava Mexicali. Formou uma junta de governo com Teodoro M. Gaytán, Pedro Ramírez e Fernando Palomares, quem deram-se à tarefa de recrutar mais homens para lançar um ataque sobre Ensenada. No entanto foi detido novamente em Calexico, Califórnia, o 29 de abril por militares estadounidenses. O 5 de maio seguinte, Araujo foi liberto. A rebelião em Baixa Califórnia foi derrotada em junho de 1911 e os principais da Junta em Los Angeles, foram detidos e condenados na prisão de McNeil Island, no Estado de Washington.
Presos os integrantes da Junta Organizadora, Blas Lara e Antonio P. Araujo encarregam-se da publicação de Regeneração, que aparece de forma irregular entre junho de 1912 e janeiro de 1914.
Ricardo Flores Magón escreveu em 1915 que Araujo recebeu um convite de Emiliano Zapata, quando se entrevistaram em 1913, para que a Junta Organizadora se mudasse ao Estado de Morelos, onde seriam provistos de imprenssas e papel para continuar a publicação de Regeneração.